# Groesbeck (Texas)
Groesbeck es una ciudad ubicada en el condado de Limestone en el estado estadounidense de Texas. En el Censo de 2010 tenía una población de 4.328 habitantes y una densidad poblacional de 382,04 personas por km².

## Historia
La zona fue poblada por colonos anglosajones en 1833, tres años después pasó a formar parte de la naciente República de Texas, el 19 de mayo de 1836 se produjo un ataque de indígenas llevando al recrudecimiento de la guerras indias de Texas.

## Geografía
Groesbeck se encuentra ubicada en las coordenadas 31°31′32″N 96°31′41″O / 31.52556, -96.52806. Según la Oficina del Censo de los Estados Unidos, Groesbeck tiene una superficie total de 11.33 km², de la cual 11.24 km² corresponden a tierra firme y (0.8%) 0.09 km² es agua.

## Demografía
Según el censo de 2010, había 4.328 personas residiendo en Groesbeck. La densidad de población era de 382,04 hab./km². De los 4.328 habitantes, Groesbeck estaba compuesto por el 65.32% blancos, el 20.22% eran afroamericanos, el 0.28% eran amerindios, el 0.25% eran asiáticos, el 0% eran isleños del Pacífico, el 11.25% eran de otras razas y el 2.68% pertenecían a dos o más razas. Del total de la población el 20.86% eran hispanos o latinos de cualquier raza.